# Marvila, Bacău
Marvila este un sat în comuna Corbasca din județul Bacău, Moldova, România.